# Karsta Lowe
Karsta Frances Lowe (San Diego, 2 febbraio 1993) è una pallavolista statunitense, opposto delle Osaka Marvelous.

## Carriera

### Giocatrice

#### Club
La carriera di Karsta Lowe inizia a livello scolastico, quando entra a far parte della formazione della sua scuola, La Costa Canyon HS. Al termine delle scuole superiori, entra a far parte della squadra di pallavolo della UC Los Angeles: con le Bruins prende parte alla NCAA Division I dal 2011 al 2014, vincendo il titolo durante il suo freshman year e raccogliendo qualche riconoscimento individuale.
Nella stagione 2015 viene ingaggiata dalle Changas de Naranjito, franchigia portoricana con la quale prende parte alla Liga de Voleibol Superior Femenino. Nel campionato 2015-16 si trasferisce in Italia vestendo la maglia del Busto Arsizio, in Serie A1.
Nella stagione 2016-17 approda nella Chinese Volleyball League al Beijing e al termine del campionato si ritira dalle competizioni agonistiche, intenzionata a dedicarsi agli studi. 
Nel dicembre 2018 viene comunicato il suo ingaggio a partire dal gennaio 2019 da parte dell'Imoco, per sopperire all'infortunio di Miyu Nagaoka; dopo aver vinto lo scudetto 2018-19 con la formazione di Conegliano, per la stagione 2019-20 si trasferisce all'UYBA. Nel 2021 torna a giocare in patria, prendendo parte alla prima edizione dell'Athletes Unlimited e poi anche alla seconda.
Dopo aver disputato la Liga de Voleibol Superior Femenino 2022 con le Changas de Naranjito, inserita inoltre nello All-Star Team del torneo, nella stagione 2022-23 approda nella V.League Division 1 giapponese, dove difende i colori delle JT Marvelous.

#### Nazionale
Nell'estate del 2015 fa il suo debutto nella nazionale statunitense, aggiudicandosi la medaglia d'oro al World Grand Prix, venendo eletta MVP del torneo, quella di bronzo alla Coppa del Mondo ed un altro oro al campionato nordamericano 2015. Un anno dopo si aggiudica la medaglia d'argento al World Grand Prix e quella di bronzo ai Giochi della XXXI Olimpiade.
Nell'estate 2018, dopo un periodo di inattività per motivi accademici, ritorna in nazionale per le attività in preparazione al campionato mondiale 2018. Un anno dopo conquista la medaglia d'oro alla Coppa panamericana, seguita da due argenti alla Coppa del Mondo e al campionato nordamericano, dove viene premiata come miglior opposto e dove chiude la sua carriera in nazionale.

### Allenatrice
Nel 2020 si unisce allo staff di Brad Keller nel ruolo di assistente allenatrice volontaria alla Southern California.

## Palmarès

### Club
- NCAA Division I: 1

2011
- Campionato italiano: 1

2018-19

### Nazionale (competizioni minori)
- Coppa panamericana 2019

### Premi individuali
- 2014 - All-America First Team
- 2014 - NCAA Division I: Louisville Regional All-Tournament Team
- 2015 - World Grand Prix: MVP
- 2019 - Campionato nordamericano: Miglior opposto
- 2022 - Liga de Voleibol Superior Femenino: All-Star Team